# Re:birth day
『Re:birth day』は、2017年6月28日に発売されたRoseliaの2ndシングルである。
通常盤（BRMM-10091）と生産限定盤（BRMM-10090）の二種類がリリースされており、このうち生産限定盤のBlu-rayには、2017年4月30日に横浜アリーナにて開催された『ブシロード10周年記念ライブ』のRoseliaの舞台裏ダイジェスト映像および、「Re:birth day」のライブ映像を収録。
また、両盤共通の初回生産特典として7月29日開催の「Roselia 1st Live Rosenlied 追加公演」チケット先行抽選申込券とオリジナルキャラクターカード（全6種の内ランダムで1枚）が封入される。

## 楽曲内容
「Re:birth day」はミドルテンポの楽曲である。
Roseliaのボーカル・相羽あいなはニュースサイト「超!アニメディア」とのインタビューの中で、自身が演じるキャラクター・湊友希那のターニングポイントになった曲として同楽曲を挙げており、その理由として友希那がRoseliaのメンバーを一人の人間として認識し、彼女たちの大切さに気づいたと説明している。

## パフォーマンス
相羽は「Re:birth day」のパフォーマンスに当たり、Roseliaを意識して指で人を表現するという振り付けを考案したとファミ通とのインタビューの中で説明している。また他の楽曲同様、歌詞に合わせて他のメンバーを見るというパフォーマンスが入り、サビの「強く 繋ぐ」という部分では、紗夜は人として強く、あこはRoseliaをつないでくれたという意味を込め、彼女たち2人を見るという振り付けが入る。加え、「愛し」という部分では、愛に溢れたリサを、「決めた」という部分では、臆病ながらもRoseliaに入る決断をした燐子を見るという振付が入る。
また、「陽だまりロードナイト」では、今井リサの尽力によって完成したという設定から、ライブではサプライズとしてリサを演じていた遠藤ゆりかをセンターに出すというアイデアもあった。

## 収録曲
CD（生産限定盤・通常盤共通）
- 全作詞：織田あすか（Elements Garden）、全作曲・編曲：藤永龍太郎（Elements Garden）[7]

1. Re:birth day
2. 陽だまりロードナイト
3. Re:birth day（instrumental）
4. 陽だまりロードナイト（instrumental）
5. Roseliaミニドラマ〜ふれあい動物編〜▲
  - 出演：Roselia

Blu-ray（生産限定盤のみ）
1. 「Re:birth day」ライブ映像
2. 舞台裏ダイジェスト映像（「ブシロード10周年記念ライブ」<2017.4.30 横浜アリーナ>)